# Ibrányi László
Vajai és ibrányi Ibrányi László (1652-1659 körül – Jánosháza, 1705. április 5.) ezereskapitány, Thököly Imre, majd II. Rákóczi Ferenc ezredese.

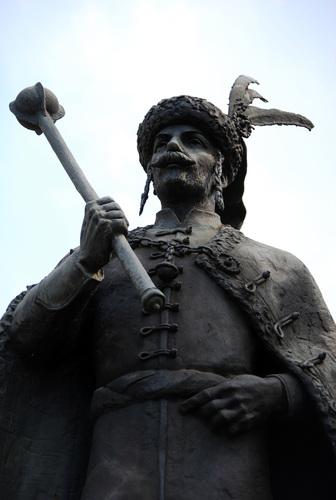
Árpád utca, Ibrány (Györfi Sándor, 1998)

## Életrajza
Az Ibrányi család sarja, mely a Szabolcs megyei Ibrány településről eredezteti magát. Ibrányi Ferenc fia, Barkóczy István mostohafia. 1684-ben Thököly Imre ezredese, 1686-ban császári ezredes. 1701-ben gyanúsított volt a Rákóczi-összeesküvésben. 1703. augusztus 6-án csatlakozott Rákóczihoz, lovas ezereskapitány. Még abban a hónapban a Tisza környékén levő hadak vezérlője lett. 1705. április 5-én a jánosházi ütközetben esett el, Pálffy János (nádor) temettette el ugyanott. (Hézagos források szerint talán sebesülten fogságba esett, és nem sokkal az ütközet után hunyt el még április folyamán.)

## Lásd
- Vay család